# Postojalyje Dwory
Postojalyje Dwory (russisch Постоялые Дворы) ist ein Dorf (derewnja) in der Oblast Kursk in Russland. Es gehört zum Rajon Kursk und zur Landgemeinde (selskoje posselenije) Winnikowski selsowjet.

## Geographie
Der Ort liegt gut 11 km Luftlinie nordöstlich des Oblastverwaltungszentrums Kursk im südwestlichen Teil der Mittelrussischen Platte, 3,5 km vom Sitz des Dorfsowjet – 1. Winnikowo, 110 km vor Grenze zwischen Russland und der Ukraine.

### Klima
Das Klima im Ort ist wie im Rest des Rajons kalt und gemäßigt. Es gibt während des Jahres eine erhebliche Niederschlagsmenge. Dfb lautet die Klassifikation des Klimas nach Köppen und Geiger.

## Bevölkerungsentwicklung
| Jahr | Einwohner |
| ---- | --------- |
| 2002 | 81        |
| 2010 | ▼74       |

Anmerkung: Volkszählungsdaten

## Verkehr
Postojalyje Dwory liegt 7 km vor Fernstraße föderaler Bedeutung R-298 (Kursk – Woronesch – R22 Kaspi; ein Teil der Europastraße E38), an der Straße regionaler Bedeutung 38K-016 (Kursk – Kastornoje) und 1 km von der nächsten Eisenbahnhaltestelle 18 km (Eisenbahnstrecke Kursk – 146 km) entfernt.
Der Ort liegt 126 km vom internationalen Flughafen von Belgorod entfernt.